# Santiago Peak
Der Santiago Peak ist ein 1734 m hoher Berg im Cleveland National Forest in Kalifornien, Vereinigte Staaten. Er ist der höchste Gipfel des Santa-Ana-Gebirges und befindet sich auf der Grenze zwischen Orange County und Riverside County. Die Gipfelzone ist mit mehreren Sendemasten bedeckt.
Die Schartenhöhe beträgt 1337 m. Von der Großstadt Corona ist der Berg 17,6 Kilometer entfernt.
Zusammen mit dem nördlicheren Modjeska Peak bildet er die Saddleback-Formation, die vom Orange County aus einem Reitsattel ähneln soll und bei guten Sichtverhältnissen im Großteil des Greater Los Angeles Area erkennbar ist.
Benannt ist der Berg nach dem Santiago Creek, der am Südwesthang entspringt. Dieser wiederum wurde nach dem heiligen Jakobus benannt.

## Wandern
Zum Gipfel des Santiago Peak führen mehrere Wanderwege, der beliebteste ist der Holy Jim Trail, ein 26 Kilometer langer Rundweg, der einen Höhenunterschied von 1200 Metern überwindet. Der Wanderweg gilt als moderat bis anstrengend und empfiehlt sich besonders von Winter bis Frühling, da in wärmeren Zeiten Insekten das Wandern erschweren.
Vom Gipfel aus sind die hohen Berge Südkaliforniens wie San Gorgonio Mountain, San Jacinto Peak und Mount San Antonio sichtbar. Ein vollständiger Rundumblick ist jedoch aufgrund der zahlreichen Funkanlagen am Gipfel nicht möglich.

## Funkverkehr
Der Santiago Peak hat für die Funkverbindung eine wichtige Bedeutung, so sind die Sendemasten am höchsten Punkt des Berges für den Radioempfang in weiten Teilen der Los Angeles, Orange, Riverside, San Bernardino und San Diego Countys zuständig.
Die Funkgebäude auf dem Santiago Peak gehören Unternehmen wie Southern California Edison, aber auch staatlichen Institutionen, etwa der US-amerikanischen Bundesregierung oder dem Staat Kalifornien.